# Хусбадо
Хусбадо (ісп. Juzbado) — муніципалітет в Іспанії, у складі автономної спільноти Кастилія-і-Леон, у провінції Саламанка. Населення — 176 осіб (2010).
Муніципалітет розташований на відстані близько 200 км на північний захід від Мадрида, 20 км на північний захід від Саламанки.
На території муніципалітету розташовані такі населені пункти: (дані про населення за 2010 рік)
- Карраскаль: 3 особи
- Хусбадо: 172 особи
- Ольмільйос: 1 особа
- Паланкарес: 0 осіб

## Демографія
Динаміка населення (INE ):

## Зовнішні посилання
- Провінційна рада Саламанки: індекс муніципалітетів [Архівовано 23 квітня 2009 у Wayback Machine.]
- Посилання на Google Maps